# Maske
 For alternative betydninger, se Maske (flertydig). (Se også artikler, som begynder med Maske)
En maske består af et stykke materiale, som dækker ansigtet.
Masker har været anvendt i meget lang tid til såvel praktiske som ceremonielle formål:
Til religiøse formål, forestiller bærerne af masker ånder eller dæmoner. Masker brugt i dramaet i det antikke Grækenland har forbindelse til religion og de fungerer også som råbere. Særlige makeup-effekter i moderne film og teater har samme kultiske virkning.
Under karneval fx i Brasilien og Venedig anvendes ofte masker.
I Danmark er fastelavn en kærkommen lejlighed for skolebørn til at klæde sig ud med bl.a. masker, lige som både børn og voksne klæder sig ud til Halloween.
En anden form for masker bruges i computergrafik, hvor hele eller dele af objekter kan skjules.

## Masketyper
- Dødsmaske
- Gasmaske

## Fodnoter
1. ↑    - Nicolas Barbano: Makeup’ens mange ansigter, i Kosmorama nr. 190, 1989